# Pyjamaskardinal
Pyjamaskardinal (Sphaeramia nematoptera) är en fisk som beskrevs 1856 av Bleeker. Arten ingår i släktet Sphaeramia och familjen Apogonidae. Inga underarter finns listade i Catalogue of Life. Pyjamaskardinalen förekommer i Indo-pacifiska regionen, från Java till Fiji, norrut till Ryukyuöarna och söderut till Stora barriärrevet. Den har även observerats i vattnen kring Tonga. Arten blir 8,5 cm och lever av små kräftdjur och mindre fiskar.